# Station Rungis - La Fraternelle
Station Rungis - La Fraternelle is een spoorwegstation aan de spoorlijn Choisy-le-Roi - Massy - Verrières. Het ligt in de Franse gemeente Rungis in het departement Val-de-Marne (Île-de-France).

## Ligging
Het station ligt op kilometerpunt 18,025 van de spoorlijn Choisy-le-Roi - Massy - Verrières.
Bij het station ligt ook een tramhalte van tramlijn 7.

## Diensten
Het station wordt aangedaan door treinen van de RER C tussen Pontoise en Massy-Palaiseau. Sommige treinen hebben in plaats van Pontoise Montigny - Beauchamp als eindpunt, in verband met capaciteitsproblemen.

## Vorig en volgend station
| Richting    | Vorig station                    | Lijn  | Volgend station | Richting           |
| ----------- | -------------------------------- | ----- | --------------- | ------------------ |
| Pontoise C1 | Pont de Rungis - Aéroport d'Orly | RER C | Chemin d'Antony | Massy-Palaiseau C2 |